# Інженер-майор (військове звання)
Інженер-майор  (лат. ingenium — «здібність», «винахідливість»; і лат. major, — «старший») — військове звання офіцерського, інженерно-технічного складу Червоної армії в 1942/1943–1971. Еквівалентом звання у сухопутних силах було звання майор, серед інженерно-технічного складу ВМС - інженер-капітан 3-го рангу.
Інженер-майор був вище за рангом ніж інженер-капітан і нижче за інженер-підполковника.
В залежності від роду військ військовика були інженер-майори: інженерно-авіаційної служби, інженерно-артилерійської служби, інженерно-танкової служби. У береговій службі ВМФ рід військ не додавався до звання.

## Історія
Введене постановою ДКО СРСР:
- від 22 січня 1942 № 1180сс «Питання військово-повітряних сил Червоної Армії» звання інженер-майор інженерно-авіаційної служби;
- від 4 квітня 1942 № 1528 «Про введення персональних військових звань інженерно-технічному складу ВПС ВМФ» і наказом НК ВМФ від 10 квітня 1942 ті самі звання вводились в ВМФ СРСР;
- від 3 березня 1942 № 1381 «Про введення персональних військових звань інженерно-технічному складу артилерії Червоної Армії» і наказом військового комісаріату оборони СРСР №68 від 4 березня 1942 звання інженер- майор інженерно-артилерійської служби.
- від 7 березня 1942 № 1408 «Про введення персональних військових звань інженерно-технічному складу автобронетанкових військ Червоної армії» і наказом військового комісаріату оборони СРСР №71 від 8 березня 1942 вводилися звання інженерно-технічного складу, зокрема інженер - майор інженерно-танкової служби.

18 листопада 1971 року, звання інженер-майора було скасовано, і замінено на загальновійськовий еквівалент «майор».Військовики, що мали вищу технічну освіту, мали приставку до звання "-інженер" (наприклад "майор-інженер"), ті що мали середню технічну освіту, мали приставку до звання "технічної служби" (наприклад "лейтенант технічної служби").

## Див також
Знаки розрізнення залізничників